# Торлопова Надія Вікторівна
Надія Вікторівна Торлопова (рос. Надежда Викторовна Торлопова, нар. 23 листопада 1978, Убінка, Казахстан) — російська боксерка, срібна олімпійська медалістка 2012, чемпіонка світу і Європи.

## Виступи на Олімпіадах
У півфіналі перемогла Лі Цзіньцзи (Китай) — 12-10, а у фіналі програла Кларессі Шилдс (США) — 12-19.
| Олімпіада   | Дисципліна | Місце |
| ----------- | ---------- | ----- |
| Лондон 2012 | до 75 кг   | 2     |